# Plav (České Budějovice-i járás)
Plav település Csehországban, a České Budějovice-i járásban. Plav Včelná, Roudné, Heřmaň, Vidov, Doudleby és Kamenný Újezd településekkel határos. Lakosainak száma 438 fő (2024. január 1.).

## Népesség
A település lakosságának változását az alábbi diagram mutatja:
| Lakosok száma | 206  | 238  | 289  | 238  | 200  | 282  | 396  | 423  | 424  | 438  |
|               | 1869 | 1890 | 1921 | 1950 | 1980 | 2001 | 2017 | 2019 | 2022 | 2024 |